# Adeonella expansa
Adeonella expansa is een mosdiertjessoort uit de familie van de Adeonidae. De wetenschappelijke naam van de soort is voor het eerst geldig gepubliceerd in 1924 door O'Donoghue.